# 레오니트 바신
레오니트 티모페예비치 바신(러시아어: Леонид Тимофеевич Васин, 1915년~2006년 11월 2일)은 소련군 장교로, 1945년 해방 직후 평양의 소련군정 시기 김일성 지도자 만들기 공작의 실무를 맡았다. 후일 소련 붕괴 후 이에 대한 많은 증언과 기록을 남겼다.

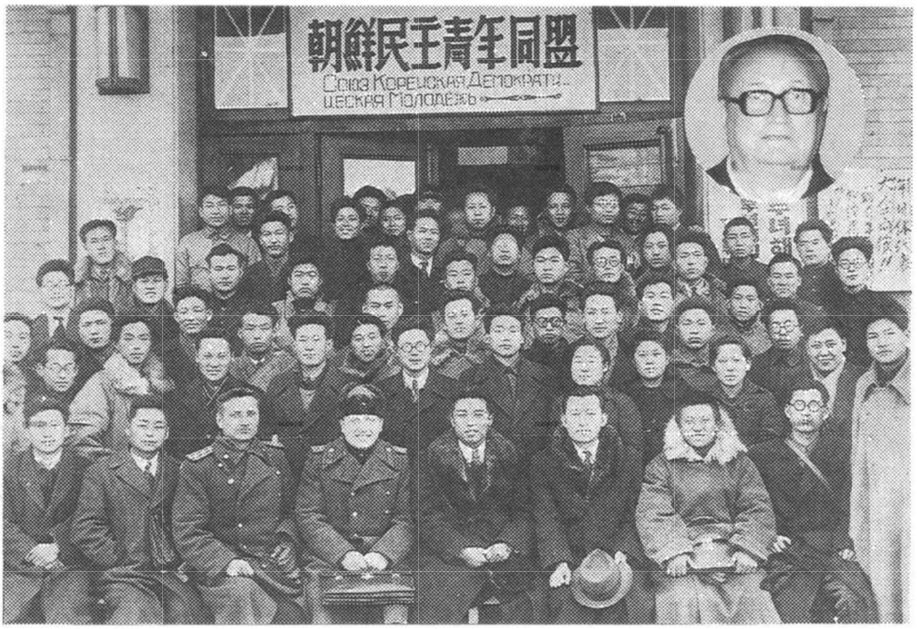
1945년 10월말 평양의 조선민주청년동맹 제1차 대회에서 공산당 청년 간부들과 소련 군사고문단이 함께 찍은 사진. 앞줄 가운데가 김일성, 그 왼편으로 한 사람 건너 군복차림의 모자 안 쓴 사람이 Leonid Vasin (1915~2006). 원내는 1992년 무렵의 Vasin.

## 생애
레오니트 바신은 1915년 소련 스타브로폴 지방의 노보셀리츠키 군(Новоселицкий район)에서 태어났다. 노보셀리츠키의 초등학교를 마치고, 스타브로폴 농업기술대학에서 농업 학사 학위를 받았다. 그후 몇몇 지역의 농기계-트랙터 창고에서 농학자로 일했고, 1935-1936년간에는 노보셀리츠키 집단농장학교에서 농업기술을 가르치는 교사로 있었다. 1936년 8월 군에 징집되었고, 거기서 소련공산당(CPSU) 당원으로 가입했다. 1939년 가을에는 블라디보스톡 동방학연구소 군사학부의 학생이 되었고, 1942년에는 정치 교관으로 전선에 파견되었다. 1943년에는 모스크바의 군사기관 외국어 강습소에서 공부를 계속하도록 전선에서 소환되었다. 졸업 후 1945년 6월 극동지역으로 파견되어 제25군에 소속되었다.
1945년 8월 대일본전이 개시되면서 25군은 북한지역을 점령하고, 평양을 수도로하여 소련군정을 실시하게 된다. 이때 그는 소좌로 제25군 특별정치선전공작대인 '제7부'의 부책임자로 있었고, 김일성 지도자 만들기 공작에 실무 담당자로 참여하여, 처음 6개월간은 김일성이 가장 자주 만나는 사람이었다. 1945~1947년간에 북한에 있었다.
1949년에는 연해주 지역 스파스크(Spassk)의 제5군에서 마르크스-레닌주의를 가르치는 교사로 있었고, 1952-1956년간에는 군에서 당무를 조직하는 강사였다. 1956-1959년간에는 노보로시스크(Novorossiysk)에서 부연대장으로 있었고, 1959년 중좌(중령)로 퇴역했다.
그는 소련과 일본간의 하산호(Lake Khasan) 전투에도 참여한 바 있고, 여러 가지 훈장도 받았다.
소련 붕괴 후 찾아오는 여러 사람들에게 평양 소련군정 당시의 일에 대해 증언도 하였고, 그와 관련한 기록도 다수 있다.

## 같이 보기
- 레오니트 바신(Леонид Васин), 《대위 동무 (Товарищ Капитан)》, 소련의 잡지 「극비(極秘), "Совершенно секретно")」 1991년 7월호; 기사 내용 요약 : 金日成 폭탄투척 극적 목숨건져 : 46년3월 蘇軍장교 방어로 연합뉴스 1991-08-14
- 「날조된 英雄」金日成 / 바신, 레오니트 新東亞 398호 (1992.11) pp.486-501
- Jasper Becker, 「Rogue Regime : Kim Jong Il and the Looming Threat of North Korea」,  Oxford University Press, 2005 : 레오니트 바신의 증언을 도처에서 인용함.
- 이완범(李完範), 북한 점령 소련군의 성격 - 1945. 8. 9∼1948. 12. 2 국사관논총(國史館論叢) 第25輯 (국사편찬위원회, 1991-09-30) (pdf 버전)
- 전현수, 「소련군의 북한진주와 대북한정책」 『한국독립운동사연구』 제9집, 독립기념관 한국독립운동사연구소, 1995, pp. 343~377.